# Eriospermum ophioglossoides
Eriospermum ophioglossoides är en sparrisväxtart som beskrevs av Friedrich Welwitsch och John Gilbert Baker. Eriospermum ophioglossoides ingår i släktet Eriospermum och familjen sparrisväxter.
Artens utbredningsområde är Angola. Inga underarter finns listade i Catalogue of Life.